# Lei Sáenz Peña

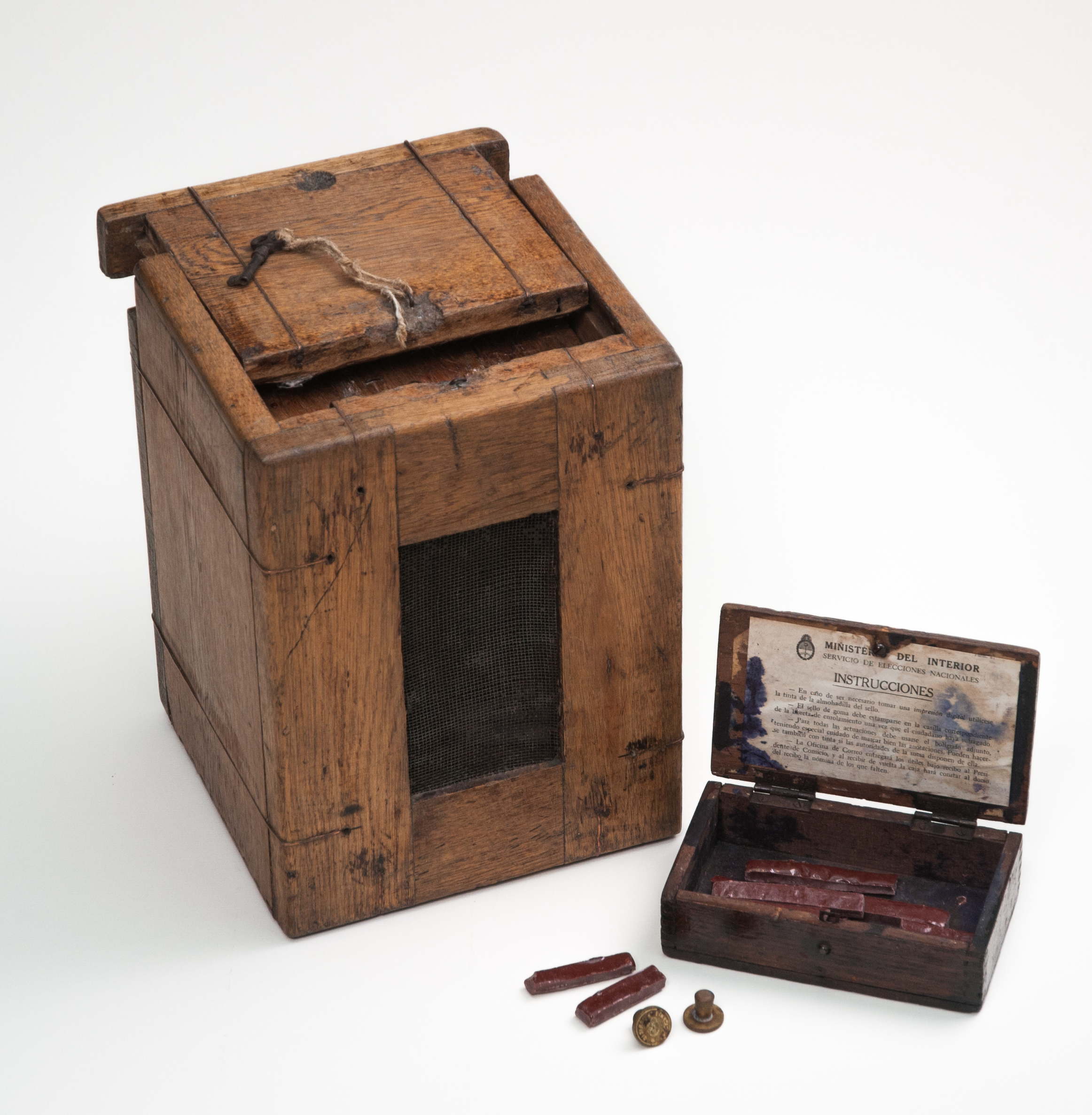
Urna eleitoral de 1916, primeiras eleições com sufrágio universal, secreto e obrigatório.

Conhece-se por Lei Sáenz Peña a lei n° 8.871 Geral de Eleições sancionada pelo Congresso argentino em 10 de fevereiro de 1912, que estabeleceu o sufrágio universal, secreto e obrigatório através da confecção de um padrão eleitoral. Deve-se seu nome coloquial a ter sido sancionada durante a presidência de Roque Sáenz Peña, membro da ala modernista do governante Partido Autonomista Nacional e impulsor da lei. É importante notar que o voto feminino somente seria garantido durante o primeiro governo de Juan Domingo Perón, em 1947; o universo da lei Sáenz Peña somente incluía os homens argentinos nativos, não-pardos e de certo status.
Sendo Saenz Peña proponente do Estado oligárquico e censitário, esta lei foi sancionada em grande medida para diminuir o conflito social reinante nessa época. Os anarquistas avançavam gerando certo temor no governo e haviam se convertido em uma ameaça para os altos interesses econômicos e burocráticos do país. O cálculo político era este: o voto universal seria uma válvula de escape para o povo argentino, que deixaria de se interessar pelas propostas libertárias de organizar a sociedade sem governo e, em troca, agradeceriam às autoridades governamentais por deixá-los elegerem o governo aos que veriam agora como benfeitores.
Não obstante, os conservadores não tiveram sucesso em consolidar um partido político com apoio popular. O radicalismo se converteu num movimento político poderoso e popular que ganhou por ampla margem as primeiras eleições presidenciais em que se aplicou a Lei Sáenz Peña, as de 1916, que resultou na eleição de Hipólito Yrigoyen, dando fim a mais de 35 anos de governos do Partido Autonomista Nacional eleitos mediante fraude eleitoral e às espaldas da vontade popular. Ainda em 2008 a Lei Sáenz Peña segue regendo (com modificações) o sistema eleitoral da República Argentina.